# Xã Americus, Quận Grand Forks, Bắc Dakota
Xã Americus (tiếng Anh: Americus Township) là một xã thuộc quận Grand Forks, tiểu bang Bắc Dakota, Hoa Kỳ. Năm 2010, dân số của xã này là 159 người.